# Museo della fotografia di Charleroi
Il museo della fotografia di Charleroi è un centro museale situato nell'omonima cittadina belga.

## Storia
Il museo della fotografia di Charleroi viene inaugurato nel 1987 nella vecchia cappella legata al convento delle suore carmelitane di Mont-sur-Marchienne, una frazione di Charleroi. Già nel 1978 Jeanne Vervoort, famosa in Belgio per la sua militanza a favore delle donne, dei diritti sociali e della pace, e suo marito Georges Vercheval, noto fotografo, creano un'associazione senza scopo di lucro intitolata Photographie Ouverte . È l'inizio di quello che sarebbe diventato 9 anni dopo il museo della fotografia. Nel 1980 l'associazione lancia la prima Triennale internazionale della fotografia. Il successo di questa manifestazione attira l'attenzione delle autorità comunali che mettono a disposizione dell'associazione dei locali per le esposizioni.

## Gli obiettivi
Il museo si è dato come scopo quello di: collezionare, conservare, studiare, esporre e illustrare il materiale fotografico a sua disposizione. Oltre alla collezione permanente composta da oltre 100.000 foto di cui circa 800 esposte in modo permanente, il museo possiede anche un'importante collezione di oltre 700 macchine fotografiche. Nei suoi archivi vi sono oltre 1.500.000 negativi.
Il museo organizza inoltre regolarmente delle esposizioni temporanee e, a fine pedagogico, numerose attività tematiche per vari tipi di pubblico, dai bambini agli adulti.